# Aleksandr Onisimovič Ablesimov
Aleksandr Onisimovič Ablesimov (in russo Александр Онисимович Аблесимов?; altra variante del patronimico: Anisimovič, Анисимович; Galičskij, 7 settembre 1742 – Mosca, 1783) è stato uno scrittore e librettista russo.
È l'autore de Il mugnaio stregone, imbroglione e mezzano (Mel'nik - koldun, obmanščik i svat), opera comica musicata da Michail Matveevič Sokolovskij e Evstignej Ipatovič Fomin, riproposta più volte anche in tempi moderni: è considerato il suo lavoro più importante, fra i primi tentativi di portare in scena il folklore, i costumi popolari e il linguaggio dei contadini russi. Ablesimov scrisse anche favole e versi satirici.

## Biografia
Figlio di una famiglia della piccola nobiltà, ricevette un'istruzione domestica. Ad appena 9 anni di età, nel 1751, fu arruolato nell'esercito russo. Nel 1757, per interessamento di Aleksandr Petrovič Sumarokov, fu trasferito come copista al Rossijskij Teatr, primo teatro stabile russo appena istituito. Tuttavia, partecipò in qualità di sergente alla guerra dei sette anni (1760-1762).
Al 1759 risalgono le prime pubblicazioni poetiche per la rivista Trudoljubimaja pčela (L'ape operosa), edita da Sumarokov.
Nel 1767 fu assegnato alla Commissione legislativa, voluta dalla zarina Caterina II, dove ebbe modo di conoscere il poeta Aleksej Andreevič Rževskij (1737-1804), Michail Ivanovič Popov (1742-c. 1790), Apollon Nikolaevič Majkov e il giornalista Nikolaj Ivanovič Novikov, con il quale collaborò alla sua rivista Truten' (Il fuco), sotto lo pseudonimo di Azazev Azazezov.
Il 1769 segnò l'anno d'esordio come autore di favole in versi con la raccolta Skazki Aleksandra Ablesimova (Fiabe di Aleksandr Ablesimov). Non tralasciò il ruolo di militare, poiché nel 1770 si arruolò nuovamente per partecipare alle campagne militari contro i turchi, per poi congedarsi in via definitiva con il grado di capitano nel 1772, prima di stabilirsi a Mosca.
Oltre a Il mugnaio stregone, imbroglione e mezzano, rappresentato per la prima volta il 20 gennaio 1779, scrisse altre due opere comiche: Fortuna al sorteggio (Sčastie po žereb'ju, 1779) e La marcia degli accampamenti permanenti (Pochod s nepremennych kvartir, 1779). Quest'ultima, su libretto in tre atti di Ablesimov e musica di Michel Ekkel, fu rappresentata il 7 giugno 1782.
Con il sostegno di Novikov fondò anonimamente, nel 1781, la rivista Razkaščik zabavnych basen, služaščich k čteniju v skučnoe vremja... (Il narratore di fiabe divertenti, che servono alla lettura quando ci si annoia ...).
Il dialogo allegorico Stranniki (I pellegrini) fu composto nel 1780, su commissione della Direzione dei Teatri, per l'inaugurazione del nuovo Petrovskij Teatr di Mosca, detto anche il "Teatro di Mosca" o "Teatro di Pietro I" (Petròvskij): sorgeva dove si trova oggi il Teatro Bol'šòj, diretto dall'italiano Gennaro Astarita dal 1784.
Nel corso della vita Ablesimov tradusse nove canti dell'Iliade di Omero.

## Prosa
- Le fiabe di Aleksandr Ablesimov (Skazki Aleksandra Ablesimova), 1769

## Teatro
- Il mugnaio stregone, ingannatore e mezzano (Mel'nik-koldun, obmanščik i svat), 1779
- Fortuna al sorteggio (Sčastie po žerebʾju), 1780 (1779)
- I pellegrini (Stranniki), 1780
- La marcia dagli accampamenti permanenti (Pochod s nepremennych kvartir), 1779 (1782)

## Edizioni
- Sobranie sočinenij, Peterburg, 1849 (edizione originale online "Sochinenija")